# Arcinges
Arcinges ist eine französische Gemeinde mit 217 Einwohnern (Stand 1. Januar 2022) im Département Loire in der Region Auvergne-Rhône-Alpes (vor 2016 Rhône-Alpes). Sie gehört zum Arrondissement Roanne und zum Kanton Charlieu. Die Einwohner werden Blottis genannt. 

## Geografie
Die Gemeinde Arcinges liegt etwa 19 Kilometer nordöstlich von Roanne. Umgeben wird Arcinges von den Nachbargemeinden Mars im Nordwesten und Norden, Écoche im Norden und Osten, Le Cergne im Südosten und Süden sowie Cuinzier im Süden und Westen.

## Bevölkerungsentwicklung
| Jahr                       | 1962 | 1968 | 1975 | 1982 | 1990 | 1999 | 2006 | 2015 | 2022 |
| Einwohner                  | 180  | 155  | 131  | 135  | 122  | 134  | 172  | 208  | 217  |
| Quellen: Cassini und INSEE |      |      |      |      |      |      |      |      |      |

## Sehenswürdigkeiten

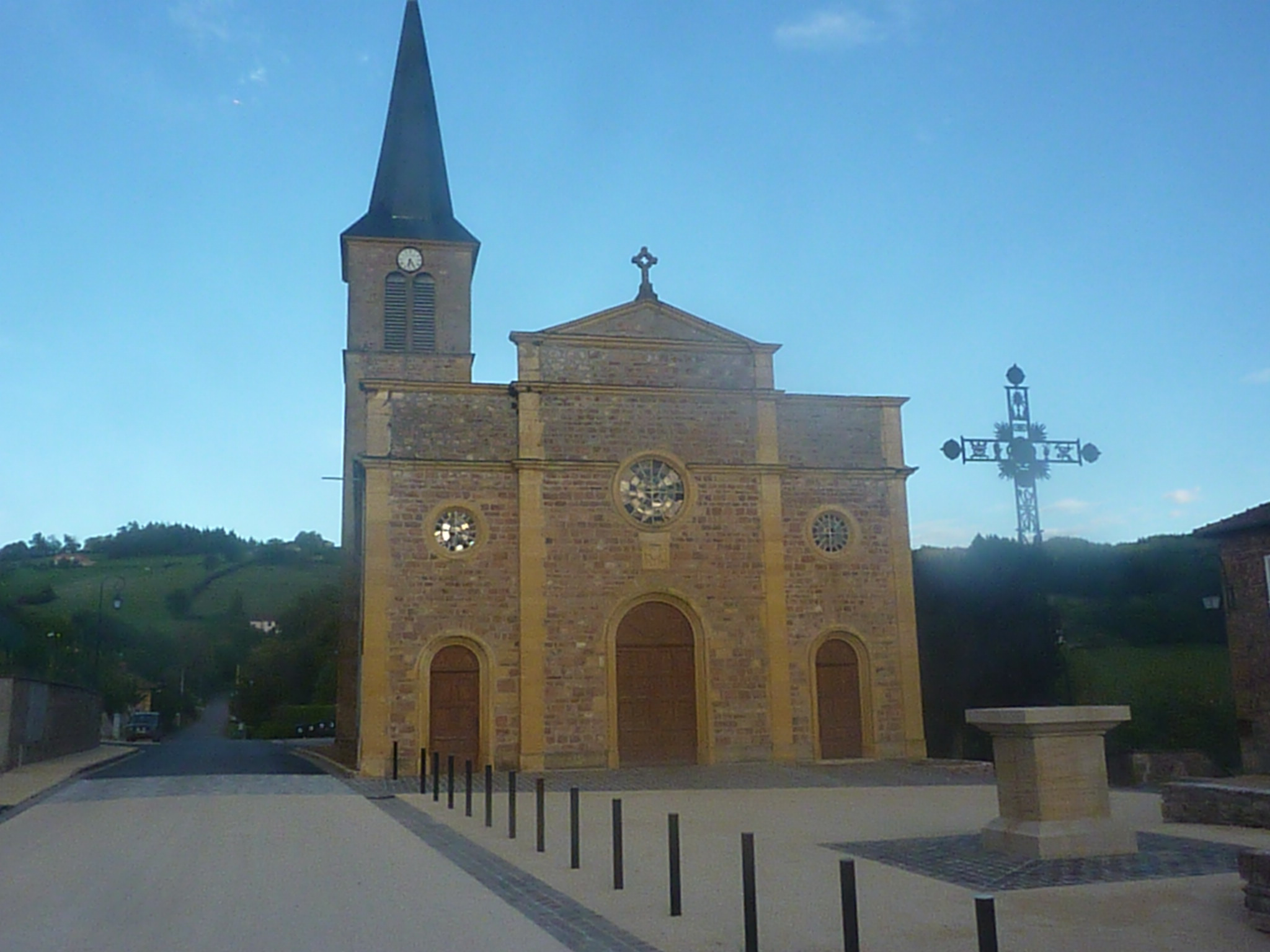
Kirche Sainte-Catherine
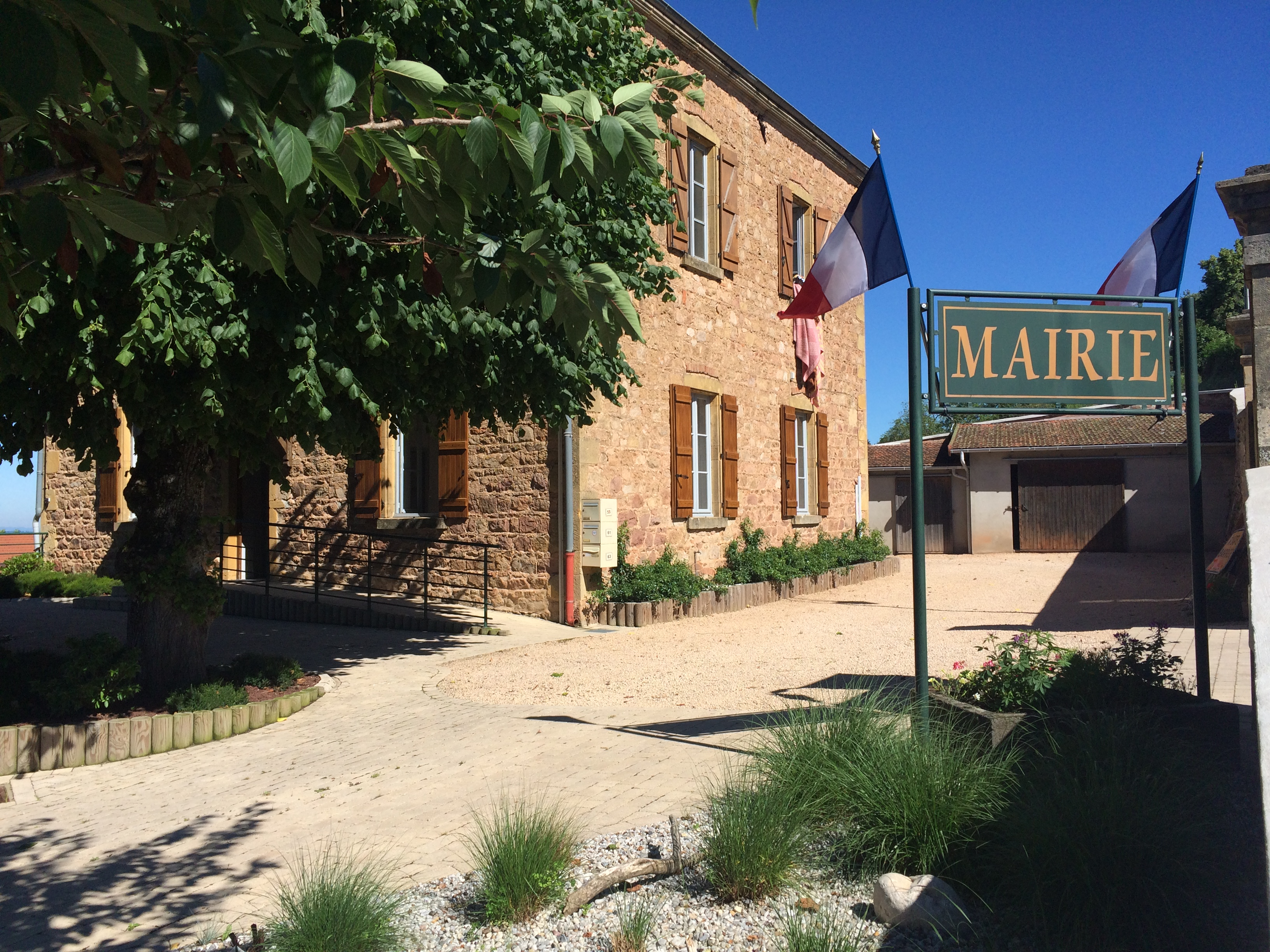
Mairie Arcinges
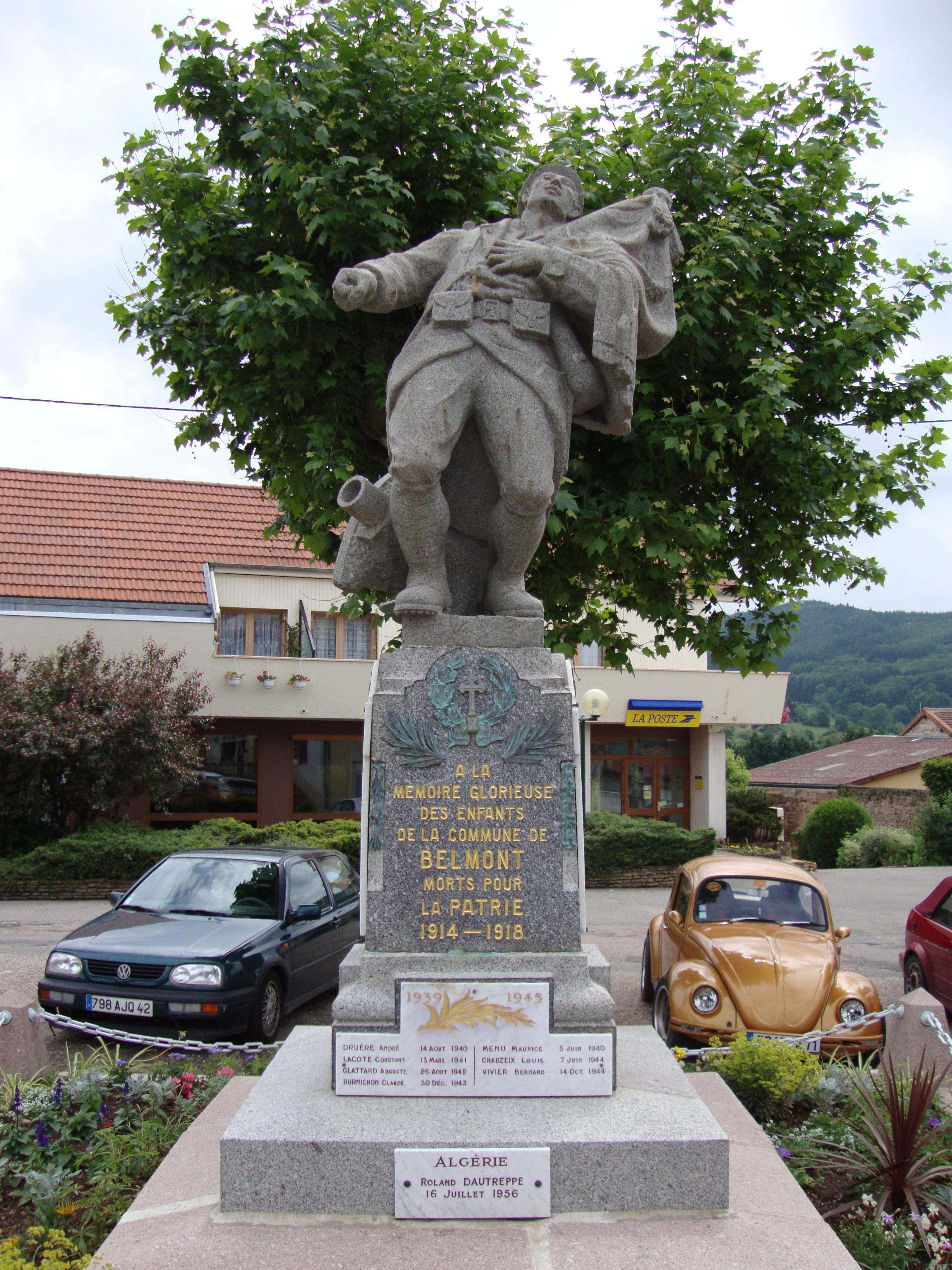
Gefallenendenkmal

- Kirche Sainte-Catherine
- Mairie Arcinges
- Gefallenendenkmal